# Judo na Igrzyskach Panamerykańskich 1979
Turniej w ramach Igrzysk w San Juan 1979.

## Klasyfikacja medalowa
Gospodarz zawodów został zaznaczony kolorem.
| Klasyfikacja medalowa | Klasyfikacja medalowa | Klasyfikacja medalowa | Klasyfikacja medalowa | Klasyfikacja medalowa | Klasyfikacja medalowa |
| Miejsce               | państwo               | Złoto                 | Srebro                | Brąz                  | Razem                 |
| --------------------- | --------------------- | --------------------- | --------------------- | --------------------- | --------------------- |
| 1                     | Brazylia              | 4                     | 1                     | 2                     | 7                     |
| 2                     | Kuba                  | 2                     | 1                     | 3                     | 6                     |
| 3                     | Kanada                | 2                     | 1                     | 2                     | 5                     |
| 4                     | Stany Zjednoczone     | 0                     | 2                     | 3                     | 5                     |
| 5                     | Portoryko             | 0                     | 1                     | 0                     | 1                     |
| .                     | Dominikana            | 0                     | 1                     | 0                     | 1                     |
| .                     | Wenezuela             | 0                     | 1                     | 0                     | 1                     |
| 8                     | Meksyk                | 0                     | 0                     | 3                     | 3                     |
| 9                     | Antyle Holenderskie   | 0                     | 0                     | 1                     | 1                     |
| .                     | Argentyna             | 0                     | 0                     | 1                     | 1                     |
| .                     | Chile                 | 0                     | 0                     | 1                     | 1                     |
| Razem                 | Razem                 | 8                     | 8                     | 16                    | 32                    |

## Medaliści
| Konkurencja | 1. miejsce             | 2. miejsce      | 3. miejsce           | 3. miejsce         |
| Mężczyźni   | Mężczyźni              | Mężczyźni       | Mężczyźni            | Mężczyźni          |
| ----------- | ---------------------- | --------------- | -------------------- | ------------------ |
| 60 kg       | Luiz Shinohara         | Edward Liddie   | Phil Takahashi       | Rafael González    |
| 65 kg       | Brad Farrow            | Luiz Onmura     | Héctor Rodríguez     | Gerardo Padilla    |
| 71 kg       | Guillermo D'Nelson May | Kevin Doherty   | Andrés Puentes       | Roberto Machusso   |
| 78 kg       | Carlos Alberto Cunha   | Radamés Lora    | Juan Ferrer          | Brett Barron       |
| 86 kg       | Louis Jani             | Alexis Mundo    | Leo White            | Eduardo Novoa      |
| 95 kg       | Carlos Pacheco         | Venancio Gómez  | Miguel Tudela        | Sergio Komornickie |
| +95 kg      | José Ibáñez            | Jesse Goldstein | Oswaldo Simões Filho | Jaime Felipa       |
| Open        | Oswaldo Simões Filho   | Héctor Estévez  | José Ibáñez          | Joe Meli           |